# Стшалково (гмина)
Стшалково (пол. Strzałkowo) — сельская гмина (волость) в Польше, входит как административная единица в Слупецкий повет, Великопольское воеводство. Население — 9555 человек (на 2004 год).

## Сельские округа
1. Бабин
2. Бабин-Холендры
3. Брудзево
4. Хвалковице
5. Грабошево
6. Яново
7. Яново-Холендры
8. Катажиново
9. Корнаты
10. Кремпково
11. Млодзеевице
12. Острово-Косцельне
13. Парушево
14. Скарбошево
15. Стшалково
16. Шемборово
17. Вулька

## Прочие поселения
1. Белявы
2. Хвалибогово
3. Чосна
4. Гонице-Друге
5. Гуры
6. Хубы-Хвалковицке
7. Яново-Цегельня
8. Кокчин-Други
9. Кокчин-Первши
10. Колёня-Корнаты-И
11. Колёня-Корнаты-ИИ
12. Корнаты-Хубы
13. Косчанки
14. Ленжец
15. Подкорнаты
16. Поспульно
17. Радлово
18. Радлово-Лесьне
19. Руды
20. Сераково
21. Скомпе
22. Сломчице
23. Сломчице-Хубы
24. Сломчице-Парцеле
25. Став
26. Став-ИИ
27. Шемборово-Парцеле
28. Уня
29. Усченцин

## Соседние гмины
1. Гмина Колачково
2. Гмина Повидз
3. Гмина Слупца
4. Слупца
5. Гмина Витково
6. Гмина Вжесня